# Velha Estrada Reta

A Velha Estrada Reta permite que os Elfos naveguem da Terra Média para Valinor.

A Velha Estrada Reta, também chamada de Estrada Reta, Estrada Perdida ou Velha Estrada Perdida, é uma concepção de J. R. R. Tolkien em seu mundo fantástico de Arda, segundo a qual os Elfos podem navegar até o paraíso terrestre de Valinor, reino dos Valar, seres divinos. A narrativa é mencionada em O Silmarillion e em O Senhor dos Anéis, e detalhada em The Lost Road and Other Writings. Os Elfos, sendo imortais, podem se cansar do mundo e, então, atravessar o Grande Mar para alcançar Valinor. Os homens de Númenor, influenciados por Sauron, servo do primeiro Senhor do Escuro Melkor, tentam atacar Valinor para obter a imortalidade que acreditam ser seu direito. Os Valar pedem ajuda ao criador, Eru Ilúvatar, que destrói Númenor e seu exército, remodelando Arda em uma esfera e separando Valinor da Terra Média, tornando-a inacessível aos homens. Os Elfos, no entanto, ainda podem partir das costas da Terra Média em navios, seguindo a Velha Estrada Reta até o Extremo Oeste.
Estudiosos destacam a relevância desse tema para Tolkien, que o revisitou repetidamente. A menção inicial à Estrada Reta como uma ponte nivelada evoca Bifröst, a ponte entre o mundo terreno Midgard e a morada dos deuses, Asgard, na mitologia nórdica. Outras possíveis inspirações incluem uma cruz literária [en] em Beowulf, na figura do personagem Scyld Scefing [en]. Ele chega ao mundo como bebê em um barco repleto de presentes e parte em um sepultamento náutico, com a peculiaridade de que o navio não é incendiado, ao contrário do ritual típico dos Vikings. O estudioso Tom Shippey [en] sugere que Tolkien pode ter interpretado que Scyld é enviado de volta aos deuses pelo mar ocidental, por uma espécie de Estrada Reta, e que talvez tenha criado os Valar e Valinor para explicar essa lacuna em Beowulf. O poema A Walking Song [en], presente em diferentes versões no início e no fim de O Senhor dos Anéis, também faz alusão a esse tema.

## Narrativas

### O Silmarillion

A Queda de Númenor e a Transformação do Mundo. A intervenção de Eru Ilúvatar remodelou Arda em uma esfera, removendo Valinor de Arda, de modo que os homens não poderiam mais alcançá-la navegando pelo Grande Mar, Belegaer. Os Elfos, contudo, ainda podiam seguir a Velha Estrada Reta, navegando para o Oeste a partir da Terra Média.

Na Segunda Era da Terra Média, os Valar, seres divinos, concedem a ilha de Númenor, no Grande Mar a oeste da Terra Média, às três casas leais de Homens que auxiliaram os Elfos na guerra contra Morgoth. Pela graça dos Valar, os Dúnedain recebem sabedoria, poder e uma vida mais longa que a dos outros homens. A ilha de Númenor fica mais próxima do paraíso terrestre dos Valar, Valinor, no continente de Aman, do que da Terra Média. A queda de Númenor ocorre sob a influência de Sauron, principal servo do Vala decaído Melkor, que deseja conquistar a Terra Média.
Os Númenóreanos capturam Sauron, mas ele rapidamente seduz seu rei, Ar-Pharazôn, incitando-o a buscar a imortalidade que os Valar aparentemente lhe negaram. Sauron os convence a guerrear contra os Valar para tomar a imortalidade. Ar-Pharazôn reúne o maior exército e frota que Númenor já viu e navega para Valinor. Os Valar recorrem a Ilúvatar, o criador, que destrói as forças de Ar-Pharazôn e envia uma grande onda para submergir Númenor, poupando apenas os Númenóreanos leais aos Valar, liderados por  Elendil, que escapam para a Terra Média. O mundo é remodelado, e Aman é removido para além do Extremo Oeste, tornando-se inalcançável para os homens por via marítima.
Os Elfos, no entanto, ainda podem navegar para o "Extremo Oeste" pela Estrada Perdida até Valinor. Cirdan, o Construtor de Navios, nos Portos Cinzentos de Lindon, continua a construir navios na Terceira Era para os Elfos que desejam deixar a Terra Média. A forma física de Sauron é destruída.

### A Queda de Númenor
Tolkien escreveu A Queda de Númenor em 1936. Após a submersão da ilha e a remodelação do mundo, os Númenóreanos leais guardam a memória da Velha Estrada Reta, e alguns tentam construir navios capazes de "se elevar acima das águas do mundo e seguir pelos mares imaginados". A "antiga linha do mundo" persiste como
| “ | um plano de ar, ou ... uma visão reta que não se curva à curvatura oculta da terra, ou uma ponte nivelada que sobe imperceptivelmente, mas com segurança, acima do ar pesado da terra. E, outrora, muitos dos Númenóreanos podiam ver ou entrever os caminhos do Verdadeiro Oeste, ... [talvez capazes de distinguir] os picos de Taniquetil no fim da estrada reta, bem acima do mundo. | ” |

### Dois romances de viagem no tempo inacabados
Tolkien tentou escrever dois romances de viagem no tempo, ambos inacabados: primeiro, em 1936, A Estrada Perdida e, depois, em 1945, The Notion Club Papers [en]. Em ambos, ele fornece uma história de moldura [en] na qual um par de pai e filho, ingleses modernos, visitam épocas passadas em sonhos, retrocedendo até chegarem a Númenor e descobrirem a história da Estrada Perdida. Em cada caso, um dos viajantes do tempo tem um nome que significa "Amigo dos Elfos", conectando-o diretamente ao Númenóreano leal Elendil, cujo nome tem o mesmo significado na língua élfica clássica, Quenya.
| Período          | Segunda Era Mais de 9.000 anos atrás | Lombardos (568–774) | Anglo-saxões (c. 450–1066) | Inglaterra Século XX |                          |
| Língua dos nomes | Quenya (em Númenor)                  | Germânico           | Inglês Antigo              | Inglês Moderno       | Significado dos nomes    |
| ---------------- | ------------------------------------ | ------------------- | -------------------------- | -------------------- | ------------------------ |
| Personagem 1     | Elendil                              | Alboin              | Ælfwine [en]               | Alwin                | Amigo dos Elfos          |
| Personagem 2     | Herendil                             | Audoin              | Eadwine [en]               | Edwin                | Amigo da Bem-aventurança |
| Personagem 3     | Valandil ("Amigo dos Valar")         | ———                 | Oswine                     | Oswin, cf. Oswald    | Amigo de Deus            |

### O Senhor dos Anéis
No final da narrativa principal de O Senhor dos Anéis, no último capítulo de O Retorno do Rei, o protagonista Frodo,  exausto pela missão de destruir o Um Anel, recebe permissão para deixar a Terra Média, navegando dos Portos Cinzentos pelo mar, seguindo a Estrada Reta até encontrar paz em Valinor. Ele, um Hobbit mortal, pode fazer isso porque a Elfa Arwen lhe cedeu seu lugar; ela escolheu casar-se com um homem mortal, o Rei Aragorn, e assim morrer como os homens.
Há duas versões do A Walking Song no romance, uma perto do início, quando Frodo parte sem saber aonde sua missão o levará, e outra no último capítulo. Especialmente na segunda, quando ele sabe que logo deixará a Terra Média, Frodo canta sobre "os caminhos ocultos que correm / A oeste da Lua, a leste do Sol". O verso alude à sua jornada iminente pela Estrada Reta, com a redação sutilmente alterada para ser mais definitiva, até final:
Ainda ao dobrar a esquina pode haver

Uma nova estrada ou um portão secreto,

E embora eu muitas vezes os tenha ignorado,

Um dia virá, por fim, quando eu

Tomarei os caminhos ocultos que correm

A oeste da Lua, a leste do Sol.

## Análise

### Cosmologia
Na concepção de Tolkien, Arda foi criada especificamente como o lar para Elfos e Homens. Ela é imaginada em uma cosmologia de Terra plana, com as estrelas, e mais tarde o sol e a lua, girando ao seu redor. O legendarium de Tolkien aborda o paradigma da Terra esférica ao retratar uma transição catastrófica de um mundo plano para um esférico, a Akallabêth, na qual Valinor se torna inacessível aos Homens mortais. Tudo o que resta é a memória da Velha Estrada Reta ou a narrativa dos Elfos que podem viajar por ela. Quando os Homens morrem, eles deixam o mundo de Arda completamente, talvez rumo a um paraíso. Os Elfos, por outro lado, não podem deixar "os círculos do mundo" e são destinados a ir para Valinor ou, se morrerem em batalha, para os Salões de Mandos, de onde podem ser autorizados a retornar a Valinor. Tolkien afirmou que "a passagem pelo mar não é a morte. A 'mitologia' é centrada nos Elfos. Segundo ela, havia inicialmente um paraíso terrestre real, lar e reino dos Valar, como parte física da terra."

Destino dos Elfos e Homens no legendarium de Tolkien. Os Elfos são imortais, mas podem se cansar da Terra Média e seguir a Velha Estrada Reta para o Extremo Oeste, alcançando Valinor. Os Homens são mortais e, ao morrerem, vão além dos círculos do mundo, nem mesmo os Elfos sabendo para onde.

### Tema principal
Devido ao mal implantado por Sauron nas mentes dos homens de Númenor, o mundo tornou-se curvo, de modo que os Homens não podiam mais navegar pela Estrada Reta para o oeste até Valinor. Tom Shippey escreve que a experiência pessoal de Tolkien na Primeira Guerra Mundial era maniqueísta: o mal parecia tão poderoso quanto o bem e poderia facilmente ter vencido, um tema também presente na Terra Média.
A imagem da Estrada Reta era, segundo Shippey, claramente importante para Tolkien, pois ele a revisitou repetidamente em seu legendarium. Os dois romances de viagem no tempo fracassaram porque, embora fizessem sentido como histórias de moldura, que Tolkien elaborou em detalhes, isso ocorreu às custas de suas narrativas principais, que ele nunca chegou a escrever.
Verlyn Flieger escreve que o ensaio de Tolkien "Beowulf: Os Monstros e os Críticos", seu Sobre Contos de Fadas [en] e A Estrada Perdida indicam seu "desejo de atravessar aquela porta aberta para Outro Tempo". Ela acrescenta que A Estrada Perdida ilustrou sua "visão do paraíso perdido e o desejo de retornar a ele", que "tornou-se um elemento cada vez mais poderoso em sua ficção posterior", formando, eventualmente, a "base" de O Senhor dos Anéis.
Stuart D. Lee [en] e Elizabeth Solopova [en] afirmam que as histórias do viajante do tempo, variadamente chamado de Eriol/Ælfwine, A Estrada Perdida e Os Papéis do Notion Club devem ser vistas como fragmentos de uma tentativa unificada de Tolkien de formar uma história coesa. Isso coloca os eventos de O Silmarillion (legendarium) como parte da história ou pré-história da Terra, milhares de anos atrás. Um evento central nessa narrativa é a remodelação do mundo, deixando apenas a Estrada Reta como o caminho para o paraíso terrestre. Eles citam a explicação de Christopher Tolkien em A Estrada Perdida e Outros Escritos:
| “ | meu pai imaginava uma conexão explícita e massiva de suas próprias lendas com as de muitos outros povos e tempos: todas relacionadas às histórias e sonhos dos povos que habitavam as costas do grande Mar Ocidental. | ” |

### Scyld Scefing

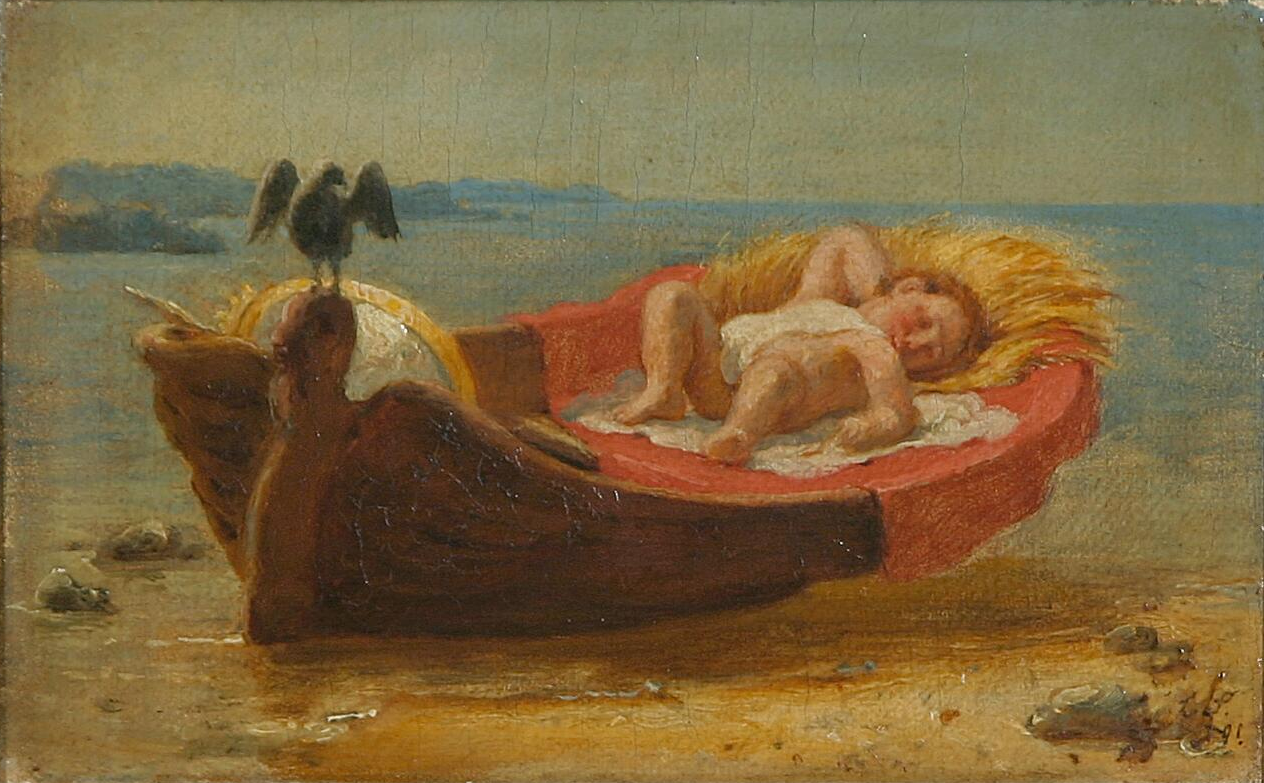
Scyld Scefing chega ao mundo como bebê em um barco, com um feixe de milho. Pintura de 1891 por en

Beowulf, um poema anglo-saxão bem conhecido por Tolkien, contém, entre suas cruxes, passagens problemáticas ou inexplicadas, uma menção a Scyld Scefing no início. Shippey observa que isso apresenta várias peculiaridades, atraindo o interesse de Tolkien. "Scefing" parece um patronímico, mas não pode ser, pois o pai de Scyld é desconhecido. Pode também significar "com um feixe", claramente um símbolo. Quando Scyld morre, ele recebe um sepultamento náutico, sendo colocado em um navio com muitos presentes para sua jornada unidirecional ao além. No entanto, de forma única para um sepultamento náutico viking, o navio não é incendiado, o que, segundo Shippey, praticamente garantiria que fosse saqueado. Dimitra Fimi [en] nota que Beowulf (linhas 26–52) descreve o navio fúnebre de Scyld navegando "por sua própria conta" para um porto desconhecido.
A cosmologia dessa história não é explicada, além da críptica afirmação de que "aqueles" enviaram Scyld como bebê ao mundo. Shippey observa que o pronome þā ("aqueles") é, de forma incomum para uma palavra tão insignificante, enfatizado e aliterado, recebendo destaque (marcado no texto):
| Nalæs hī hine lǣssan / lācum tēodan, þeodgestrēonum, / þon þā dydon þē hine æt frumsceafte / forð onsendon ǣnne ofer ǣðe / umborwesende. þā gǣt hīe him āsetton / segen geldenne hēah ofer hēafod, / lēton holm beran, gēafon on gārsecg; / him wæs geōmor sefa, murnende mōd. / Men ne cunnon secgan tŏ sōðe, / selerǣdende, hæleð under heofenum, / hwā þǣm hlæste onfēng. | De forma alguma eles o dotaram menos / com presentes, com riquezas do povo, / do que aqueles fizeram, que o enviaram no início / adiante sozinho sobre as ondas / sendo uma criança. Então ainda ergueram / um estandarte dourado alto sobre a cabeça, / deixaram o mar levá-lo, entregaram ao oceano; / tinham o coração triste, mente em luto. / Homens não podem dizer com verdade, / conselheiros do salão, heróis sob os céus, / quem recebeu aquela carga. |
| —Beowulf linhas 43–52 | —Tradução "literal" de John Porter de 1991 |

Em A Estrada Perdida e Outros Escritos, Christopher Tolkien cita uma palestra de seu pai: "o poeta [de Beowulf] não é explícito, e a ideia provavelmente não estava totalmente formada em sua mente — que Scyld voltou para alguma terra misteriosa de onde veio. Ele veio do Desconhecido além do Grande Mar e retornou a Ele". Tolkien explica que "o simbolismo (o que chamaríamos de ritual) de uma partida pelo mar, cujo litoral oposto era desconhecido; e uma crença real em uma terra mágica ou outro mundo localizado 'além do mar' dificilmente podem ser distinguidos."

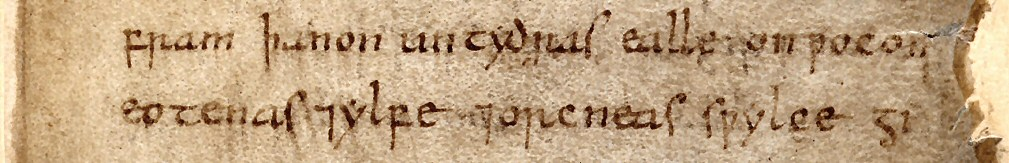
Tolkien habitualmente usava passagens difíceis de Beowulf como fonte de inspiração, por exemplo, criando Orcos a partir da linha 112, eotenas ond ylfe ond orcneas, "ogros e elfos e cadáveres demoníacos".

Shippey comenta que um sepultamento náutico deve ter significado "uma crença de que o além desejado ficava além do mar ocidental", e que Tolkien espelhou isso com suas "Terras Imortais" além do mar da Terra Média. Em resumo, o poeta de Beowulf tinha "o que só pode ser chamado de um vislumbre da imagem de Tolkien da 'Estrada Reta Perdida'." Ele questiona quem eram os seres não nomeados e se o navio deveria navegar para o Oeste por uma Estrada Perdida para retornar a eles. Eles claramente agem em nome de Deus; sendo plural, não podem ser Ele, mas são sobrenaturais. Ele sugere que Tolkien considerou sua natureza, como demiurgos mitológicos divinos, e que isso talvez o tenha levado a criar os Valar, dado que Tolkien habitualmente "derivava inspiração de uma crux filológica", por exemplo, inventando Elfos, Ettens e Orcs a partir de uma linha de Beowulf.
Além da narrativa de Beowulf sobre Scyld e sua estranha partida, Tolkien escreveu um poema, "Rei Feixe", sobre o tema de Scyld Scefing. Feixe é o pai de Beow ("Cevada"), tornando-o um deus da colheita. Ele é perdido de sua cama, mas encontrado vivo e bem do lado de fora, lembrando o túmulo vazio de Cristo e sua aparição vivo, caminhando em um jardim. O reinado do Rei Feixe é descrito como "os Anos Dourados", ligando-o a Fróði da Edda em verso, também uma figura cristã. Tolkien faz a conexão com os viajantes do tempo e Elendil, fazendo com que a história de Feixe seja contada por Ælfwine no salão do Rei Alfredo.

### Bifröst
Elizabeth Whittingham [en] comenta que a "ponte nivelada" de "A Queda de Númenor" lembra os leitores de Bifröst na mitologia nórdica, a ponte arco-íris que conecta Midgard e Asgard. A ponte nivelada "sai imperceptivelmente" da terra em uma tangente, mas o suficiente da cosmologia anterior permanece "na mente dos Deuses" para que os Elfos e os Valar possam viajar por essa Estrada Reta. John Garth [en] afirma, de forma semelhante, que, enquanto a Estrada Reta que liga Valinor à Terra Média após a Segunda Era espelha Bifröst, os próprios Valar se assemelham aos Æsir, os deuses de Asgard.

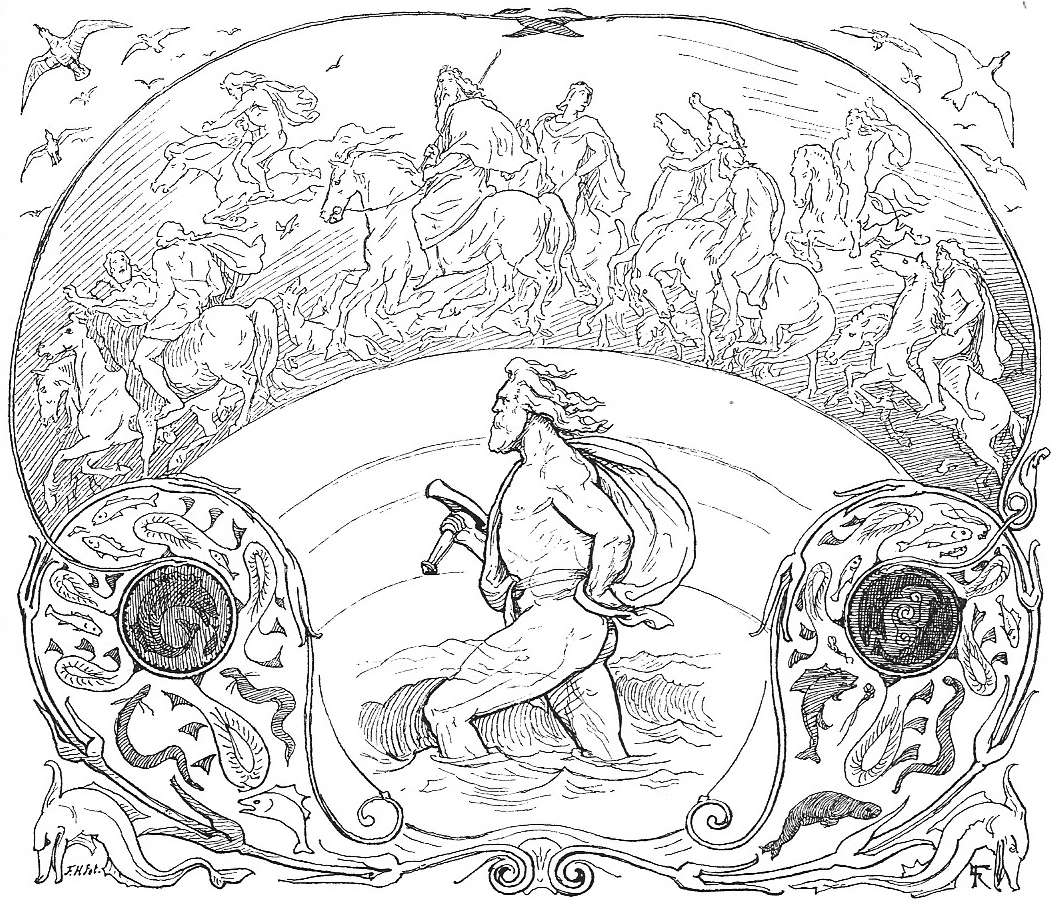
Na mitologia nórdica, Bifröst é a ponte arco-íris entre o reino terreno de Midgard e o reino dos deuses, Asgard. Desenho de 1895 por en.

Garth observa ainda que duas figuras centrais em poemas que Tolkien conhecia, Väinämöinen no finlandês Kalevala e Hiawatha em A Canção de Hiawatha [en] de Henry Wadsworth Longfellow, ambos deixam o mundo em barcos, navegando para o céu, como os Elfos fazem ao seguir a Velha Estrada Reta para o Oeste. O protagonista da primeira peça do legendarium de Tolkien, Eärendel, também navega em um navio para fora de Arda, rumo ao céu. Seu navio carrega a última das Silmarils, brilhando intensamente como a Estrela Vespertina.

### Outras inspirações
Fimi comenta que Tolkien parecia pretender usar sua tradução do poema anglo-saxão The Seafarer para expressar "o desejo de Ælfwine de navegar pelo mar ocidental e encontrar a 'Estrada Reta', a 'Estrada Perdida' que leva a Valinor e aos Elfos, mesmo após o mundo estar 'curvado'." Norma Roche, escrevendo em Mythlore [en], nota os paralelos entre Valinor e a ilha paraíso celta descrita na história de São Brendão, e que Tolkien escreveu um poema chamado "Imram", inspirado no gênero immram da tradição irlandesa, para Os Papéis do Notion Club. Fimi ficou surpresa que Tolkien aparentemente conectou o immram na forma das viagens de São Brendan à jornada de Ælfwine para o Extremo Oeste, e continuou a fazê-lo. Ainda assim, ela nota os paralelos entre "a ilha do outro mundo ocidental feliz e a geografia e função de Valinor", comentando que o outro mundo celta deriva do paraíso terrestre, o Jardim do Éden, da Bíblia.

## Legado
A sérieTerramar [en] de Ursula Le Guin foi descrita como diretamente influenciada por Tolkien [en]. O estudioso de Tolkien David Bratman [en] escreve que há um tema recorrente de localidade em suas histórias de fantasia, especialmente em seu romance de 1985, Always Coming Home [en]. Nesse trabalho, ela nomeou um caminho que aproximadamente segue a rodovia 29 da Califórnia como "A Velha Estrada Reta". Bratman afirma que a história transmite "um senso de mitologia" da região.

### J. R. R. Tolkien
1. 1 2 3  (Tolkien 1977, Akallabêth)
2. ↑  (Tolkien 1977, cap. 20 "Da Quinta Batalha: Nirnaeth Arnoediad")
3. ↑  (Tolkien 1977, "Dos Anéis de Poder e da Terceira Era")
4. 1 2  (Tolkien 1987, "A Queda de Númenor", seções 10 e 11)
5. ↑  (Tolkien 1987)
6. ↑  (Tolkien 1992)
7. ↑  (Tolkien 1955, Livro 6, capítulo 9 "Os Portos Cinzentos")
8. ↑  (Tolkien 1955, Apêndice D "O Conto de Aragorn e Arwen")
9. ↑  (Tolkien 1954a, Livro 1, capítulo 3 "Três é Companhia")
10. ↑  (Tolkien 1955, Livro 6, capítulo 9 "Os Portos Cinzentos")
11. ↑  (Tolkien 1987, p. 98)
12. ↑  (Tolkien 1987, pp. 95–96)
13. ↑  (Tolkien 1977, cap. 24 "Da Viagem de Eärendil e a Guerra da Ira")